# Kreisgericht Belgard
Das Kreisgericht Belgard war ein preußisches Kreisgericht in der damaligen Provinz Pommern mit Sitz in der Stadt Belgard.

## Geschichte
In Bezirk des Kreisgerichts Belgard bestanden bis 1849 das königliche Stadtgericht Belgard sowie viele Patrimonialgerichte.
1849 wurden in Preußen einheitlich Kreisgerichte geschaffen. Hierbei wurde die Patrimonialgerichtsbarkeit abgeschafft und die Patrimonialgerichte wurden aufgehoben. Auch die eingangs genannten Gerichte wurden aufgehoben und es entstand das Königliche Kreisgericht Belgard im Sprengel des Appellationsgerichts Cöslin. Es war für den Kreis Belgard und einen Teil des Kreises Cammin zuständig.
Das zuständige Schwurgericht war das Kreisgericht Cöslin. Am Gericht waren 1870 ein Direktor und sechs Kreisrichter eingesetzt. 1870 betrug die Zahl der Gerichtseingesessenen 55.349. Gerichtskommissionen bestanden in Cörlin und Polzin. Gerichtstage wurden in Groß-Tychow gehalten.
Im Rahmen der Reichsjustizgesetze wurde das Gerichtswesen in Deutschland 1879 vereinheitlicht. Damit wurde das Kreisgericht Belgard aufgehoben und das königlich preußische Amtsgericht Belgard mit Wirkung zum 1. Oktober 1879 als eines von 12 Amtsgerichten im Bezirk des Landgerichtes Köslin als Nachfolger gebildet. Auch die Gerichtskommissionen wurden in Amtsgerichte umgewandelt (Amtsgericht Cörlin, Amtsgericht Polzin).